# Alexandre Millerand
Alexandre Millerand (10. února 1859 Paříž – 7. dubna 1943 Versailles) byl francouzský socialistický politik. Byl premiérem francouzské vlády od 20. ledna 1920 do 23. září téhož roku. V období od 23. září 1920 do 11. června 1924 byl prezidentem Francie.

## Vyznamenání
- velkokříž s řetězem Řádu Karla III. – Španělsko, 18. října 1920[1]
- rytíř Řádu slona – Dánsko, 8. prosince 1920
- člen Řádu Serafínů – Švédsko, 18. března 1921[2]
- rytíř Řádu bílé orlice – Polsko, 13. července 1921[3]
- velkostuha Řádu annámského draka – Vientma
- velkokříž Královského řádu Kambodže – Kambodža